# Мурвиця (Бол)
Мурвиця (хорв. Murvica) — населений пункт у Хорватії, у Сплітсько-Далматинській жупанії у складі громади Бол.

## Населення
Населення за даними перепису 2011 року становило 21 осіб.
Динаміка чисельності населення поселення:

## Клімат
Середня річна температура становить 13,70 °C, середня максимальна – 25,31 °C, а середня мінімальна – 1,58 °C. Середня річна кількість опадів – 787 мм.
| Клімат поселення                              | Клімат поселення | Клімат поселення | Клімат поселення | Клімат поселення | Клімат поселення | Клімат поселення | Клімат поселення | Клімат поселення | Клімат поселення | Клімат поселення | Клімат поселення | Клімат поселення | Клімат поселення |
| Показник                                      | Січ.             | Лют.             | Бер.             | Квіт.            | Трав.            | Черв.            | Лип.             | Серп.            | Вер.             | Жовт.            | Лист.            | Груд.            |                  |
| Середній максимум, °C                         | 10,69            | 9,44             | 11,69            | 15,12            | 20,11            | 24,08            | 25,31            | 25,28            | 20,99            | 17,06            | 12,59            | 10,57            |                  |
| Середня температура, °C                       | 6,75             | 5,49             | 7,77             | 11,18            | 16,19            | 20,14            | 22,80            | 22,78            | 18,49            | 14,55            | 10,08            | 8,06             |                  |
| Середній мінімум, °C                          | 2,82             | 1,58             | 3,83             | 7,26             | 12,27            | 16,22            | 20,29            | 20,29            | 15,99            | 12,05            | 7,59             | 5,58             |                  |
| Норма опадів, мм                              | 72               | 61               | 67               | 65               | 51               | 47               | 30               | 46               | 66               | 89               | 104              | 89               |                  |
| Середньомісячна швидкість вітру, м/с          | 4.01             | 4.26             | 4.15             | 3.81             | 3.33             | 3.01             | 3.01             | 2.90             | 3.35             | 3.63             | 4.43             | 4.51             |                  |
| Середньомісячна сонячна радіація, кДж/м²·день | 5664             | 8388             | 12022            | 16434            | 20391            | 22891            | 24603            | 21693            | 16196            | 10508            | 6053             | 4739             |                  |
| --------------------------------------------- | ---------------- | ---------------- | ---------------- | ---------------- | ---------------- | ---------------- | ---------------- | ---------------- | ---------------- | ---------------- | ---------------- | ---------------- | ---------------- |
| Джерело:                                      |                  |                  |                  |                  |                  |                  |                  |                  |                  |                  |                  |                  |                  |